# Йеменско конопарче
Йеменско конопарче (Linaria yemenensis) е вид птица от семейство Чинкови (Fringillidae).

## Разпространение
Видът е разпространен в Йемен и Саудитска Арабия.